# Johannes Vold
Johannes Vold (12 maggio 1945) è un ex calciatore norvegese, di ruolo attaccante.

## Carriera

### Club
Vold giocò con la maglia del Bryne dal 1961 al 1970. Nel 1971 passò infatti al Viking, squadra per cui fu capocannoniere del campionato 1972. Nel 1974 passò al Vigrestad, dove chiuse la carriera nel 1976.

### Nazionale
Vold conta 3 presenze per la Norvegia. Debuttò il 6 giugno 1973, quando fu titolare nel pareggio per 1-1 contro l'Irlanda. Il 25 luglio segnò l'unica rete, nel successo per 3-0 sulla Corea del Nord.